# Susana Barroso
Susana Cristina Carvalheira Barroso es una deportista portuguesa que compitió en natación adaptada. Ganó seis medallas en los Juegos Paralímpicos de Verano entre los años 1992 y 2004.

## Palmarés internacional
| Juegos Paralímpicos | Juegos Paralímpicos      | Juegos Paralímpicos | Juegos Paralímpicos |
| Año                 | Lugar                    | Medalla             | Prueba              |
| ------------------- | ------------------------ | ------------------- | ------------------- |
| 1992                | Barcelona (España)       | Medalla de bronce   | 50 m espalda S3-4   |
| 1996                | Atlanta (Estados Unidos) | Medalla de plata    | 50 m espalda S3     |
| 1996                | Atlanta (Estados Unidos) | Medalla de plata    | 50 m libre S3       |
| 1996                | Atlanta (Estados Unidos) | Medalla de bronce   | 100 m libre S3      |
| 2000                | Sídney (Australia)       | Medalla de plata    | 50 m espalda S3     |
| 2004                | Atenas (Grecia)          | Medalla de bronce   | 50 m espalda S3     |